# Movement for Democratic Change
Movement for Democratic Change (MDC) (Bevægelsen for Demokratisk Forandring) er et socialdemokratisk politisk parti i Zimbabwe. 
Lederen af partiet er Morgan Tsvangirai. Det blev grundlagt i 1999 som et oppositionsparti til Zimbabwe African National Union – patriotisk Front (ZANU-PF) under ledelse af diktatoren Robert Mugabe.
| Politisk parti | Spire Denne artikel om et politisk parti eller gruppe er en spire som bør udbygges. Du er velkommen til at hjælpe Wikipedia ved at udvide den. |